# Лунные Кратеры
Лунные Кратеры — национальный монумент в штате Айдахо, США. Представляет собой территорию с хорошо сохранившимися магматическими траппами, напоминающими по форме кратеры Луны. Памятник взят под охрану государства 2 мая 1924 года, и на текущий момент управляется Службой национальных парков США и Бюро по управлению земельными ресурсами.
Национальный монумент занимает площадь более чем 2890 кв. км и включает в себя три чёрных лавовых поля. «Лунные кратеры» формировались в период между 15 и 2 тыс. лет назад в результате извержения вулкана. Во многих местах заповедника застывшая магма так и не покрылась почвенным покровом и растительностью. Примерно 80 кв. км занимает необычная местность из колонн, пещер, нерукотворных скульптур и монументов.